# Quảng trường Edinburgh

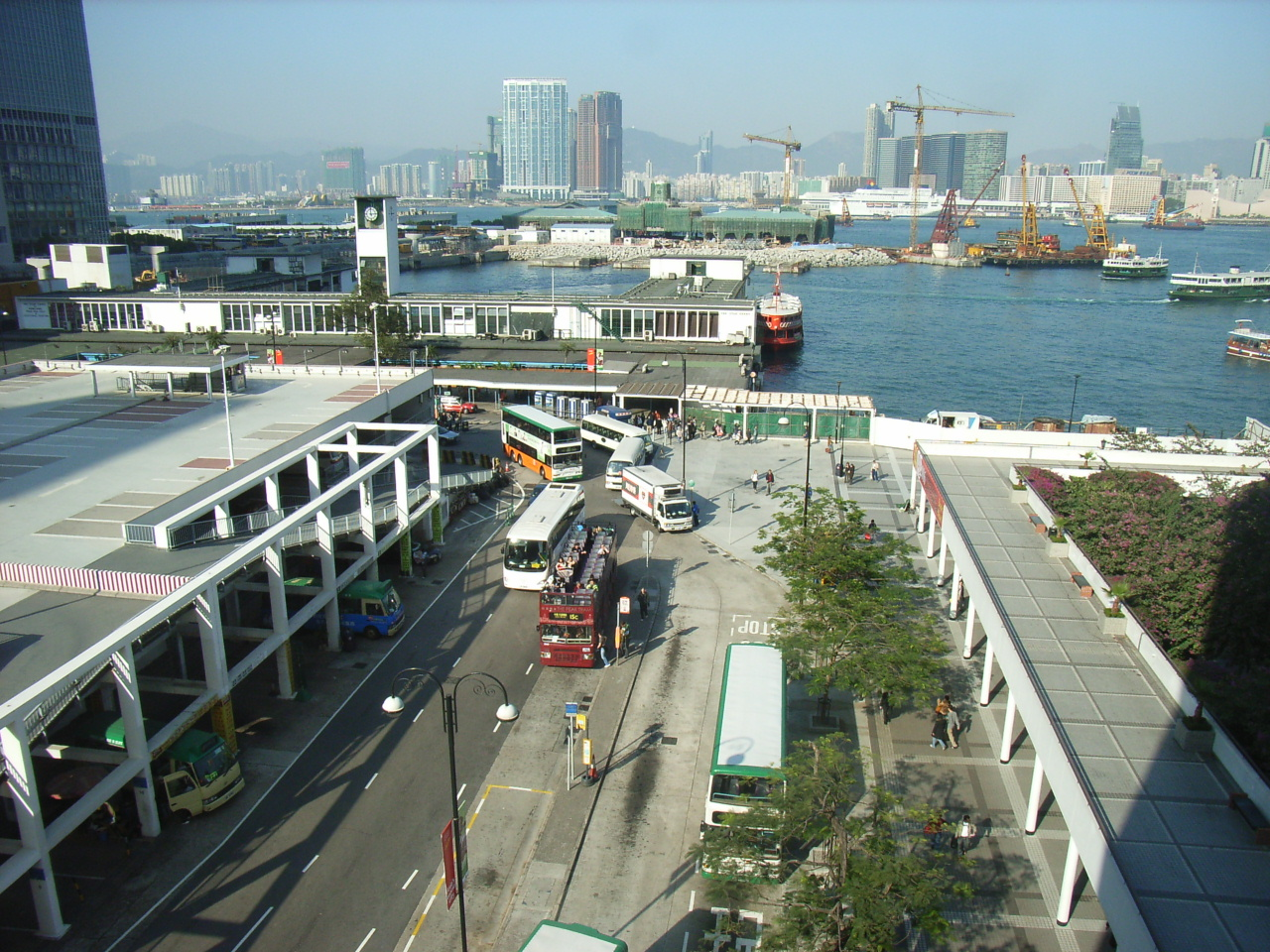
Quảng trường Edinburgh vào năm 2005. Star Ferry Pier cũ là trong các vấn đề xung quanh, với bến tàu thứ tưđang được xây dựng có thể nhìn thấy từ xa

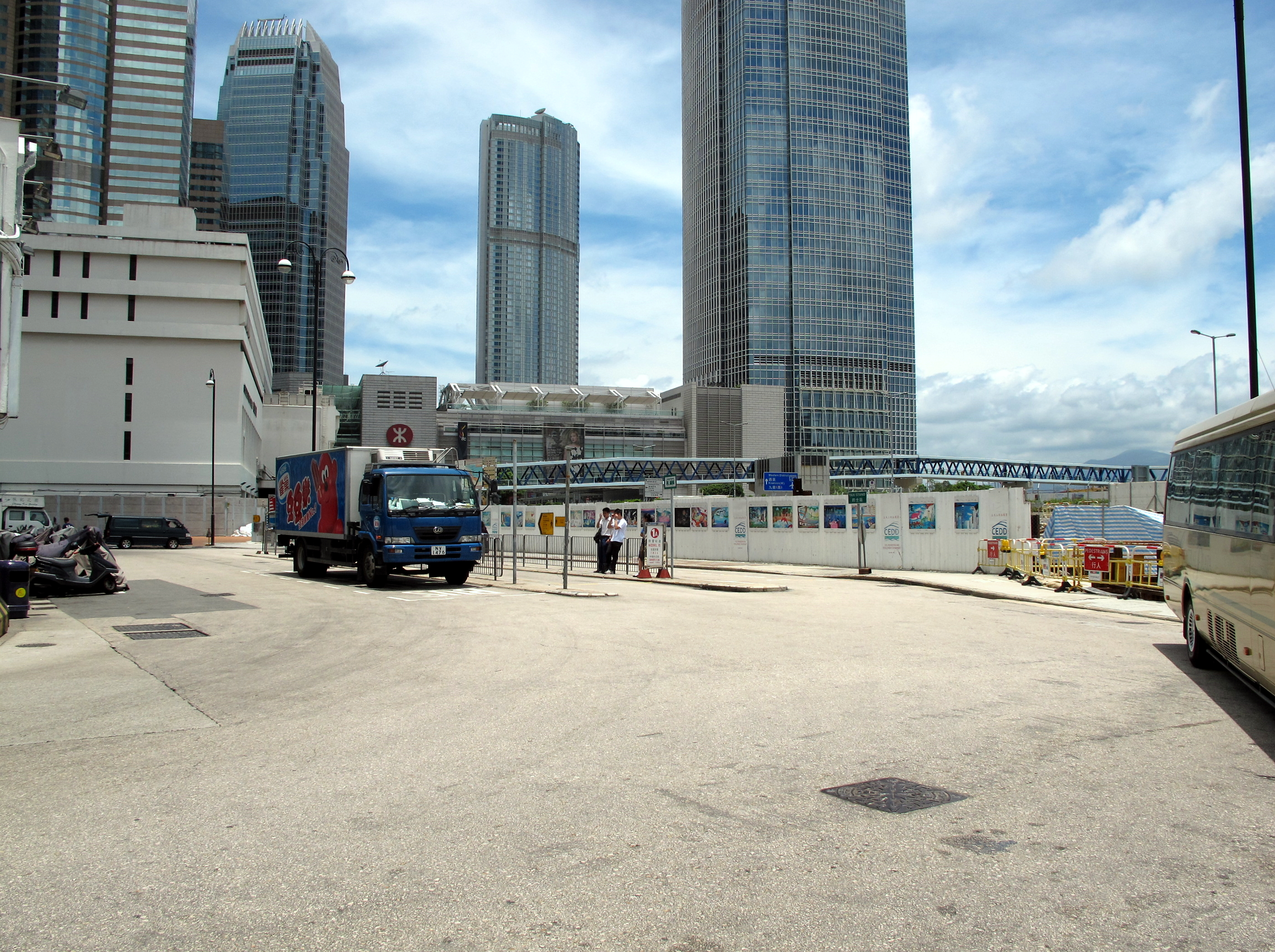
Bãi đậu xe tại Quảng trường Edinburgh và nhiều điểm dừng xe buýt đưa đón khách

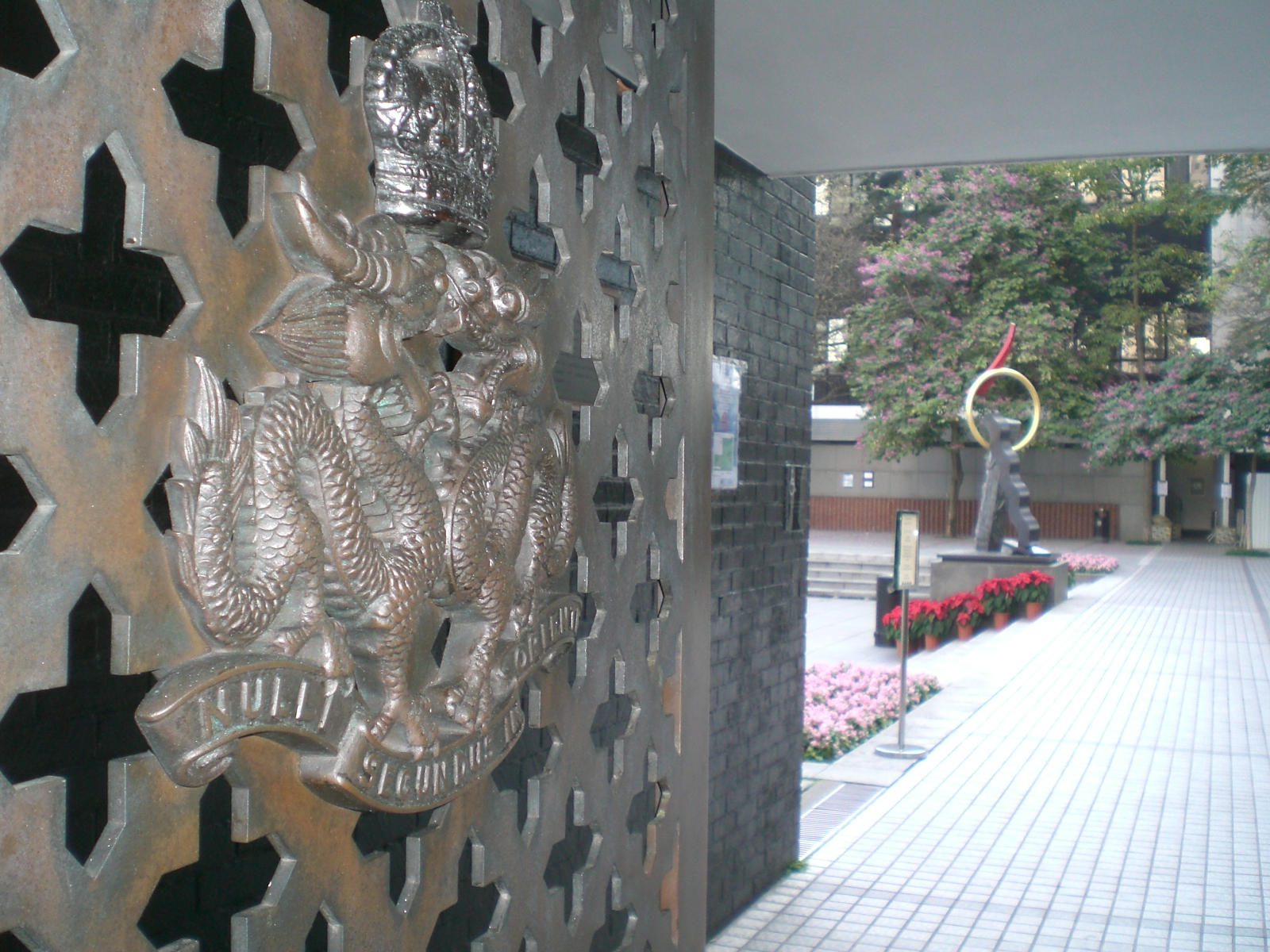
Huy hiệu quân đoàn Hoàng gia Hồng Kông trên cánh cổng sắt của Vườn Tưởng niệm Tòa thị chính

Quảng trường Edinburgh là một quảng trường ở Trung Hoàn, Hồng Kông gần bến cảng Victoria. Được xây dựng vào Chiến tranh thế giới thứ hai và sau đó được cải tạo tiếp tục bởi Trung ương Đảo Hồng Kông. Ngoài ra, Bến phà Quảng trường Edinburgh và Queen's Pier cũng được xem là nằm trong quảng trường trước khi bị phá hủy vào đầu năm 2007.

## Lịch sử
Quảng trường Edinburgh phức tạp, trong đó bao gồm tòa thị chính và Vườn Tưởng niệm đã được thiết kế bởi kiến trúc sư người Anh Ron Phillips và Alan Fitch vào năm 1956 dành cho các chức năng công dân quan trọng nhất thành phố.
Star Ferry Pier được thiết kế bởi một kiến trúc sư địa phương Hung Yip Chan (sinh 1921). Ông đã làm việc cho Architectural Office (AO) của Public Works Department trước đây từ năm 1952 - 1957 như là một trợ lý kiến trúc sư. Ông ấy thiết kế mặt tiền của bến tàu, và Trưởng Kiến trúc sư, Michael Wright, thêm Tháp Đồng hồ để làm cho bến tàu cân bằng hơn. 
Queen's Pier, được hoàn thành vào năm 1954, được "một phần không thể thiếu" của cụm: lối vào tòa thị chính hình thành một trục với Pier cho vay một dịp để thăm các chức sắc. Từ khi hoàn thành tòa thị chính vào năm 1962, mỗi lần đến Governor mới sẽ hạ cánh tại Queen's Pier, và họ sẽ tổ chức một cuộc kiểm tra bảo vệ danh dự trong Quảng trường Edinburgh trước khi được tuyên thệ ở gần tòa thị chính. Star Ferry Pier được khánh thành vào năm 1957.
Quảng trường Edinburgh cố tình giữ như mở quảng trường trong thành phố quá khổ, truy cập tự do cho công chúng, vì đây được coi là một sự tương phản thiết yếu với sự nhộn nhịp của thành phố.
Sự cởi mở của nó có nghĩa rằng quảng trường nên thỉnh thoảng được sử dụng như là nơi tập hợp cho những cuộc diễu hành nhỏ và cuộc biểu tình trong tầm nghe của các nhà lập pháp. Ví dụ, vào tháng 7 năm 1978, 2000 người diễu hành nhằm yêu cầu Trường Precious Blood Golden Jubilee mở cửa trở lại. Kể từ tháng 10 năm 1987, Legislative Council đã bị cấm tụ tập bên ngoài trưởng Tòa nhà LegCo.